# تابع افراز (مکانیک آماری)

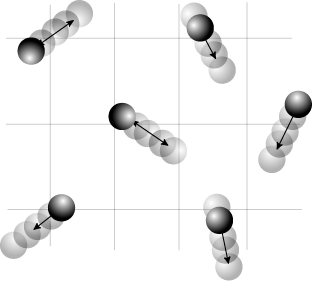
تابع افراز (مکانیک آماری)

تابع افراز  در فیزیک، مشخصات آماری یک سامانه را در تعادل ترمودینامیکی آن نشان می‌دهد. این تابع خود تابعی‌ است از دما و کمیت‌های دیگر مانند حجم. از این رو با داشتن تابع افراز یک سیستم می‌توان تمامی کمیتهای ترمودینامیکی آن سیستم را مانند انرژی آزاد، آنتروپی، فشار و انرژی درونی محاسبه کرد.

## تعریف
تابع افراز از جمع زدن تعداد میکروحالتهای مجاز یک سیستم در انرژی‌های صفر تا بی‌نهایت بدست می‌آید.
بطور کلی تابع تقسیم(تابع افراز)؛ متوسط تعداد حالت های قابل دسترسی برای سیستم را نشان می دهد و محاسبه ی خواص ماکروسکوپی سیستم از اطلاعات میکروسکوپی از طریق محاسبه ی تابع تقسیم امکان پذیر است.
به زبان ریاضی، برای آنسامبل کانونی:
{\displaystyle Z=\sum _{s}e^{-\beta E_{s}}}
که در آن β برابر
{\displaystyle \beta \equiv {\frac {1}{k_{B}T}}}
(که T دمای مطلق و {\displaystyle k_{B}} ثابت بولتزمن)
{\displaystyle E_{s}} انرژی وابسته به هر میکرو حالت است.
و برای آنسامبل‌های بزرگ کانونی:
{\displaystyle {\mathcal {Z}}=\sum _{N=0}^{\infty }\,\sum _{\{n_{i}\}}\,\prod _{i}e^{-\beta n_{i}(\epsilon _{i}-\mu )}}
که در آن {\displaystyle n_{i}} تعداد ذرات قرار گرفته در حالت {\displaystyle s} و μ پتانسیل شیمیایی است.

## رابطه تابع افراز با کمیتهای ترمودینامیکی
انرژی درونی‌:
{\displaystyle \langle E\rangle =-{\frac {\partial \ln Z}{\partial \beta }}}
یا
{\displaystyle \langle E\rangle =k_{B}T^{2}{\frac {\partial \ln Z}{\partial T}}.}
آنتروپی:
{\displaystyle S\equiv {\frac {\partial }{\partial T}}(k_{B}T\ln Z)}
فشار:
{\displaystyle \langle p\rangle ={\frac {1}{\beta }}\left({\frac {\partial \ln({\mathcal {Z}})}{\partial V}}\right)_{\mu ,\beta }.}